# Uma Aldeia Francesa
Uma Aldeia Francesa (em francês: Un village français) é uma série de televisão francesa criada por Frédéric Krivine, Philippe Triboit e Emmanuel Daucé, respectivamente, argumentista principal, realizador principal e produtor (produtores-delegados: Jean-François Boyer e Emmanuel Daucé / Tetra Media Fiction; co-produtores: Philippe Triboit e Frédéric Krivine, Terego) e difundida pela France 3 a partir de 4 de Junho de 2009, pela France 5 desde 24 de Fevereiro de 2014 (3.ª temporada), na TV5 Monde, França, Bélgica Suiça(FBS) em 2014 (5.ª temporada), Canadá a partir de 10 de Março de 2014, TV5 de Québec, Canadá, Coreia do Sul a partir de Abril de 2014, no MBC, e na Suécia, a partir de 14 de Maio de 2016 no SVT1. O historiador Jean-Pierre Azéma, um especialista na Segunda Guerra mundial, é o conselheiro histórico.
Esta série tem como objectivo traçar a cronologia da Ocupação alemã numa pequena sub-prefeitura fictícia das montanhas do Jura, não muito longe da linha de demarcação, do ponto de vista da população civil, detalhando as suas posições individuais e suas evoluções em função de eventos. A acção tem lugar ao longo de um período de cinco anos, com uma previsão de aproximadamente 72 episódios de 52 minutos, cerca de 12 por ano de ocupação.
No entanto, a terceira temporada apenas decorre no espaço de tempo de cerca de seis semanas, com o objectivo de dar início a uma longa intriga de suspense e assim reforçar a fidelização do público.
A série foi bem recebido pela crítica ·  e as suas audiências foram, geralmente, boas.

## Sinopse
Em Junho de 1940, em Villeneuve, uma pequena sub-prefeitura/ freguesia fictícia do departamento de Jura, é abalada pela chegada do exército alemão. A ocupação da Françapela Alemanha Nazi acaba de começar, e irá prolongar-se por quatro anos: quatro anos durante o qual o espectador é convidado a viver com Daniel, Marcel, Marie, Raymond, Jeannine, ., e muitos outros, num mundo onde o medo, a fome, e o perigo estão presentes diariamente; quatro anos, durante o qual irá compartilhar o destino desses personagens comuns, descobrir as suas falhas, os seus segredos e a sua capacidade para viver em águas turvas...

## Elenco

### Principal
- Robin Renucci: Daniel Larcher (2009 A 2017)
- Audrey Fleurot: Hortense Larcher (2009 -2017)
- Thierry Godard: Raymond Schwartz (2009 -2017)
- Emmanuelle Bach: Jeannine Schwartz (2009 -2017)
- Francisco Loriquet: Jules Beriot (2009 -2017)
- Patrick Descamps: Henri De Kervern (2009-2012, 2014 -2017)
- Maria Kremer: . Borderie-Beriot (2009 -2017)
- Nade Dieu: Maria Germain (desde 2009, em flash-back a partir de 2015)
- Fabrizio Rongione: Marcel Larcher (desde 2009, em flashback, desde 2014)
- Maxim Driesen: Gustave Larcher (2009 -2017)
- Stanislas Nordey: Gustave Larcher de adultos (2017)
- Richard Sammel: Heinrich Müller (2010 -2017)
- Constança Dollé: Suzanne Richard (2009 -2017)
- Olivier Soler: Antoine Loriot (2010 -2017)
- Lucas Tondelier.-Roth, Tom Tondelier.-Roth: Tequiero Larcher (2009 -2017)
- Antoine Mathieu: Edmond Lherbier (desde 2009)
- Annick Boyer: Inès (2009-2012, desde 2016)
- Thomas Mialon: Raoul Germain (desde 2010)
- Axelle Maricq: Rita de Witte (2012, 2014 -2017)
- Martin Loizillon: Antoine (2013 -2017)
- Bernard Blancan: Anselmo (2013 -2017)
- Marie Bunel: Françoise Beriot adulto (2017)
- Patrick Raynal: Hector Lanzac

### Anterior elenco principal
- Yann Sabendo: Max (2009)
- Manu Layotte: Mareck (2009)
- Christopher Buchholz: Schneider (2013-2014)
- Olivier Ythier: Vernet (2010-2014)
- Max Renaudin: Marceau Schwartz (2009-2012)
- Nathalie Bienaimé: Josephine Schwartz (2010-2013)
- Laurent Barco: Albert Crémieux (2010-2012)
- Peter Bonke: Kollwitz (2010-2012)
- Hélène Seuzaret: Anna Crémieux (2010-2012)
- Lucy Bonzon: Hélène Crémieux (2010-2012)
- Judith Rémy: Madame Berthe (2009-2012)
- Nathalie Cerda: Judith Morhange (2009-2012)
- Pascal Casanova: Morel (2012)
- Bruno Rochette: Dupas (2012)
- Laurent Manzoni: Victor Bruller (2012)
- Jérôme Robart: Vincent (2012)
- Philippe Résimont: Philippe Chassagne (2012-2013)
- Amandine Dewasmes: Marguerite (2013)
- Alexandre Hamidi: Claude (2013)
- Dan Herzberg: Lorraine Germain (2009-2010)
- Götz Burger: Helmut von Ritter (2009-2010)
- Emmanuelle Michelet: Maria (2009-2010)
- Maëva Pasquali: Émilie (2009-2010)
- Cristão Brendel: Louis Caberni (2010)
- Gauthier Fauconval: Jérôme Michelet (2010)
- Cyril Descours: Yvon (2010)
- Francisco Renaud: Jacques (2009)
- Nadia Barentin (2009)
- Armelle Deutsch: Natacha (2009)
- Judith Henry: Micheline Larcher (2009)
- Laura Stainkrycer: Sarah Meyer (2009-2013)
- Bertrand Constant : Delage (2009-2013)
- John-Christian Bateman: Bridgewater (2014)
- Stefan Konarske: Krüger (2014)
- Samuel Theis : Kurt (2009-2010, De 2014-2015)
- Jochen Hägele: Ludwig (2012-2015)
- Bruno Fleury: Blanchon (2013-2015)
- Nicolas Gob: Jean Marchetti (2009-2016)
- Cyril Couton: Sub-prefeito Servier (2009-2016)

## Episódios

### Primeira temporada (2009):1940, Viver é escolher
A 1.ª temporada foi transmitida entre 4 de Junho de 2009 e 18 de Junho de 2009, na France 3.
1. O Desembarque (Le Débarquement) (12 de Junho de 1940)
2. Caos (Chaos)  (24 de Junho de 1940)
3. Passar a linha (Passer la ligne) (30 de Setembro de 1940)
4. Na terra como no céu (Sur la terre comme au ciel) (15 de Outubro de 1940)
5. Mercado negro (Marchés noirs) (7 de Novembro de 1940)
6. Frio (Coup de froid) (11 de Novembro de 1940)

### Segunda época (2009):1941, Viver as suas escolhas
A 2.ª temporada foi transmitida entre 13 de Outubro de 2009 e 27 de Outubro de 2009, na France 3.
1. A Lotaria (La Loterie) (10 de Janeiro de 1941)
2. O Empenho (L'Engagement) , (5 de Fevereiro de 1941)
3. A Lição de coisas (La Leçon de choses) (12 de Fevereiro de 1941)
4. O seu nome é um pouco judaico (Votre nom fait un peu juif) (4 de Março de 1941)
5. Perigo de morte (Danger de mort) (10 de Março de 1941)
6. O Golpe de misericórdia (Le Coup de grâce) (11 de Março de 1941)

### Terceira temporada (2010-2011):1941, Viver as suas escolhas
A 3.ª temporada transmitida entre 28 de Novembro de 2010 a 2 de Janeiro de 2011, na France 3.
1. O Tempo dos segredos (Le Temps des secrets) (28 de Setembro de 1941)
2. Pai nosso (Notre père) (17 de Outubro de 1941)
3. O Esconderijo (La Planque) (19 de Outubro De 1941)
4. Se eu fosse livre (Si j'étais libre) (20 de Outubro de 1941)
5. A Escolha de armas (Le Choix des armes) (de 23 de Outubro de 1941)
6. La Java bleue (La Java bleue) (25 de Outubro de 1941)
7. Uma hipótese em duas (Une chance sur deux) (26 de Outubro de 1941)
8. A Escolha (Le Choix) De 27 de Outubro de 1941)
9. Como é que se chama ?  (Quel est votre nom ?) (28 de Outubro de 1941)
10. Por amor (Par amour) (29 de Outubro de 1941)
11. O Traidor (Le Traître) (31 de Outubro De 1941)
12. Regulamentos de contas (Règlements de comptes) (1 de Novembro de 1941)

### Quarta temporada (2012):1942, O tempo de escolha
A 4.ª temporada foi filmada entre de 18 de Abril a 13 de Julho de 2011 e em Outubro de 2011. Foi transmitida entre 27 de Março 27 de 2012 e 1 de Maio de 2012 na France 3.
1. O Comboio (Le Train) (20 de Julho de 1942)
2. Um dia sem pão (Un jour sans pain) (21 de Julho de 1942)
3. Mil e uma noites (Mille et une nuits) (22 de Julho de 1942)
4. Uma fuga, (Une évasion) (23 de Julho de 1942)
5. A Missão (La Mission) (24 de Julho de 1942)
6. A libertação(La Libération) (25 de Julho de 1942)
7. O Visitante (Le Visiteur) (9 de Novembro de 1942)
8. Tal é tomado que se acreditava (Tel est pris qui croyait prendre) (10 de Novembro de 1942)
9. Beijos roubados (Baisers volés) (11 de Novembro de 1942)
10. A novidades de Anna (Des nouvelles d'Anna) (12 de Novembro de 1942)
11. A Ratoeira (La Souricière) (13 de Novembro de 1942)
12. A Fronteira (La Frontière) (14 de Novembro de 1942)

### Quinta temporada (2013):1943, Escolha a Resistência
A 5.ª temporada foi filmada entre 9 de Julho e 5 de Outubro de 2012 e a partir de 25 de Fevereiro a 24 de Maio de 2013. Foi transmitida entre 1 de Outubro de 2013 e 5 de Novembro de 2013, na França 3.
1. Trabalho obrigatório (Travail obligatoire) (23 de Setembro de 1943)
2. O Dia de alianças (Le Jour des alliances) (24 de Setembro de 1943)
3. O nascimento de um líder (Naissance d'un chef) (25 de Setembro de 1943)
4. A Repetição (La Répétition) (25 de Outubro de 1943)
5. A Prisão (L'Arrestation) (De 26 de Outubro, de 1943)
6. O Movimento (Le Déménagement) De 27 De Outubro De 1943)
7. Entrega (La Livraison) (8 de Novembro de 1943)
8. Os Três Golpes (Les Trois Coups) (9 De Novembro De 1943)
9. Uma certidão de nascimento (Un acte de naissance')  (10 de Novembro de 1943)
10. Alsácia e Lorena  (L'Alsace et la Lorrainec)  (11 de Novembro de 1943)
11. O Dia seguinte (Le Jour d'après)  (12 de Novembro de 1943)
12. O sentido do mundo (Un sens au monde)  (13 de Novembro de 1943)

### Sexta temporada (2014-2015):1944, a História escolhe os seus heróis
Esta temporada conta com 12 episódios: a primeira parte (6 episódios) foi rodada entre 4 de Marco e 4 de Junho de 2014, e a segunda parte (6 episódios), entre 27 de Outubro de 2014 e 30 de Janeiro de 2015. A primeira parte foi transmitida na France 3, entre 18 de Novembro e 2 de Dezembro de 2014, a segunda a partir de 24 de Novembro até 8 de Dezembro de 2015. A história começa em 25 de Agosto de 1944, o dia da Libertação de Paris, durante a Libertação da França já está a caminho.
1. Paris libertada (Paris libéré) 25 de Agosto de 1944)
2. A Ponte (Le Pont) (26 de Agosto de 1944)
3. A Corda (La Corde) (27 de Agosto de 1944)
4. No cais (Sur le quai) (de 28 de Agosto de 1944)
5. O Homem sem nome (L'Homme sans nom) (29 de Agosto de 1944)
6. O Grupo (Le Groupe) (30 de Agosto - 1 de Setembro de 1944)
7. Uma explosão (Une explosion)  (1 de Setembro de 1944)
8. O Julgamento (Le Procès)  (2 de Setembro de 1944)
9. O Crepúsculo antes da noite (Le Crépuscule avant la nuit)  (3 de Setembro de 1944)
10. A Lei do desejo (La Loi du désir)  (4 de Setembro de 1944)
11. Prisões (Arrestations)  (5 de Setembro de 1944)
12. Libertação (Libération)  (6 de Setembro de 1944)

### Sétima temporada (2016-2017):1945, Epílogo
Nesta temporada, apresentada como sendo a última, foi confirmado pela France 3 em 17 de Abril de 2014. As filmagens dos episódios 61 a 66 ocorreu entre 11 de Abril e 7 de Julho de 2016. O tema principal é a purificação da libertação em França, nomeadamente com o julgamento do sub-prefeito. Ele cobre o período de Novembro a Dezembro de 1945, e concentra-se nas novas vidas que que se apresentam aos personagens.. Os seis primeiros episódios foram transmitidos na France 3 a partir em 25 de Outubro de 2016, e na La Une (Bélgica) a partir de 22 de Outubro de 2016.
As filmagens da segunda série de episódios da sétima e última temporada foi concluída no final de Julho de 2017, num edifício do 16.º arrondissement de Paris. Estes seis últimos episódios foram transmitidos na France 3 entre 16 e 30 de Novembro de 2017
1. Por trás da parede (Derrière le mur)  (15 de Novembro de 1945)
2. O Livro (Le Carnet)  (16 de Novembro de 1945)
3. Rua Marcel Larcher (Rue Marcel Larcher)  (17 de Novembro de 1945)
4. Os 4 da guerrilha (Les 4 du maquis) (18 de Novembro de 1945)
5. As Funções de memória (Les Devoirs de mémoire)  (19 de Novembro de 1945)
6. No final do túnel (Au bout du tunnel)  (20 de Novembro de 1945)
7. Prisioneiros de guerra (Prisonniers de guerre) (Dezembro de 1945, 1953, 1975, 2000, 2003)
8. Sobre a greve ()Sur la grève (de Dezembro de 1945, 1953, 1975, 2003)
9. Um pouco de vermelho (Un petit coup de rouge) (1945,1948 na Palestina, 1953, 1960, na América do sul, 1975, 2003)
10. 28-10-01 (1945,1948 na Palestina, 1953, 1960, na América do sul, 1975, 2003)
11. A exposição (Le vernissage) (1945, 1953, 1975, 2003)
12. Embarque (L'embarquement) (1945, 1953, 1975, 2003)

## Difusão Internacional
- A série foi também transmitida em:
  - na Finlândia em Yle Teema sob o nome de Ranskalainen kylä ;
  - na Europa e Canadá no TV5MONDE ;
  - no Brasil na TV Globo ;
  - na Bélgica , sobre O Um e O Três ;
  - na Coreia do Sul desde 20 de abril de 2014, no MBC sob o nome de Linha a versão forrado ;
  - na Alemanha no Sony Entertainment Television em uma versão dublada ;
  - em Portugal na RTP2, sob o nome de Uma aldeia francesa. A série foi transmitida originalmente entre 29 de Março de 2016 e 2 de Fevereiro de 2018[11]  ;
  - na Suécia no SVT sob o nome de En liten fransk stad ;
  - os Estados Unidos no MHz e Redes, MHz Visão de mundo , e, em breve, ser MHz Escolha sob o nome de Uma Aldeia francesa em versão legendada.
- A série está disponível em primevideo (Amazon) [12]

## Distinções
- Sindicato Francês da Crítica de Cinema: melhor série francesa em 2012.
- Festival Série Mania: o preço da melhor série francesa em 2013[13].
- Globos de Cristal de 2014: indicado na categoria de Melhor Telefilm-Série de tv.